# クリフォード・ミランダ
クリフォード・ミランダ（Clifford Miranda, 1982年7月11日 - ）は、インドの元サッカー選手。現役時代のポジションはミッドフィールダー。ゴア州マルガオ出身。

## 概要
南アジアサッカー選手権2011では3ゴールを決めてインド代表の優勝に貢献した。